# Fuente el Saúz
Fuente el Saúz – gmina w Hiszpanii, w prowincji Ávila, w Kastylii i León, o powierzchni 9,81 km². W 2011 roku gmina liczyła 192 mieszkańców.